# Жилавеле
Жилавеле (рум. Jilavele) — село у повіті Яломіца в Румунії. Входить до складу комуни Жилавеле.
Село розташоване на відстані 49 км на північний схід від Бухареста, 69 км на захід від Слобозії, 138 км на південний захід від Галаца, 122 км на південний схід від Брашова.

## Населення
За даними перепису населення 2002 року у селі проживали 3299 осіб. Усі жителі села рідною мовою назвали румунську.
Національний склад населення села:
| Національність | Кількість осіб | Відсоток |
| -------------- | -------------- | -------- |
| румуни         | 3275           | 99,3%    |
| цигани         | 24             | 0,7%     |